# Synagoga w Rypinie

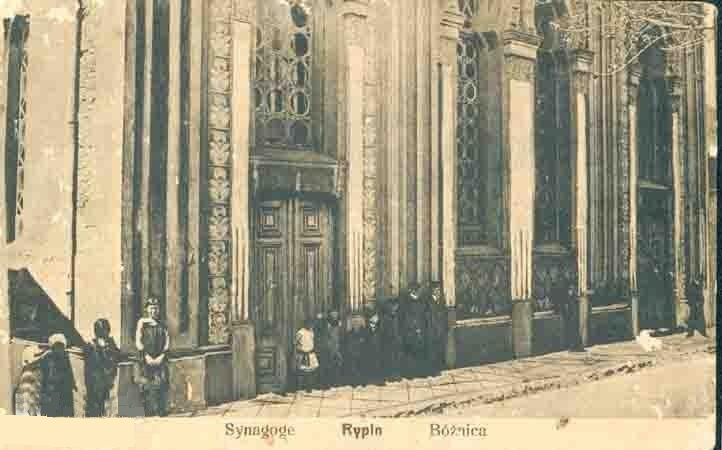
Synagoga w Rypinie

Synagoga Żydowska w Rypinie została pobudowana około 1900 roku, przy ulicy Targowej, uznawanej wówczas za ulicę, czy też dzielnicę żydowską. Murowana synagoga - bożnica stanowiła okazały obiekt i wzniesiona została w stylu secesyjnym. Na stałe mieszkała przy niej rabin. Budowa przystosowana została do rytualnych obmyć.
27 września 1939 roku Niemcy podpalili Synagogę i stojący obok niej bet-hamidrasz, następnego dnia ludność żydowska w Rypinie została zmuszona przez niemiecki zarząd miasta do podpisania zbiorowego oświadczenia, że pożar został wzniecony przez nią samą. Żydów rypińskich zmuszono do zapłacenia kontrybucji w wysokości 30 000 zł.

## Literatura
- Mirosław Krajewski: Rypin. Szkice z Dziejów Miasta - Rypin w okresie zaborów 1793 - 1918. Rypin: Włocławskie Towarzystwo Naukowe, 1994. Brak numerów stron w książce